# L'Essentiel (album d'Hélène)
 (octobre 2016).
Si vous disposez d'ouvrages ou d'articles de référence ou si vous connaissez des sites web de qualité traitant du thème abordé ici, merci de compléter l'article en donnant les références utiles à sa vérifiabilité et en les liant à la section « Notes et références ».
Albums de Hélène Rollès
Hélène 2016
(2016)
L'Essentiel est un coffret CD triple best of de la chanteuse Hélène Rollès.

## Historique
Cette compilation, qui devait initialement sortir le 28 octobre 2016, sortira le 25 novembre 2016.
Les chansons de ces albums sont extraites des six premiers albums studio d'Hélène.
Ce coffret comprend également quelques rares inédits CD tels que le générique du dessin animé Makko ou encore les chansons My Name is Helen et Douce Nuit.

## Liste des chansons

### CD1
1. Dans ses grands yeux verts
2. Pretty Baby
3. Si pressés
4. Toute seule au monde
5. Sarah
6. Jimmy, Jimmy (version single)
7. Ce train qui s'en va
8. Entre tes bras
9. Est-ce qu'un garçon ?
10. Pour l'amour d'un garçon
11. Peut-être qu'en septembre
12. Monsieur Kennedy
13. La Route de San Francisco
14. La Guitare et la Rose
15. Pense à moi
16. La Première Fois
17. Trop de souvenirs
18. Makko

### CD2
1. Je m'appelle Hélène
2. Dans les yeux d'une fille
3. Le Secret d'Emilou Haley
4. Et si un garçon
5. C'est trop dur d'être une fille
6. Amour secret
7. Le Train du soir
8. Une fille et un garçon
9. Je veux
10. Je pars
11. Moi aussi je vous aime (Live Bercy 95)
12. Imagine
13. À force
14. Toujours par amour
15. Et sous le soleil
16. Méfie-toi des garçons
17. Le Miracle de l'amour
18. My Name is Helen

### CD3
1. Je t'aime
2. Partir avec toi
3. Souvenirs d'enfance
4. Quand une fille aime un garçon
5. Tout cet amour
6. Longtemps déjà
7. Si j'avais su
8. Où s'en va le monde ?
9. Toi
10. Ça fait si longtemps
11. C'est parce que je t'aime
12. Le Bonheur
13. Je sais qu'un jour
14. À force de solitude
15. Jamais personne
16. Je l'aime
17. Ça s'appelle l'amour
18. Douce nuit

## Crédits
- Paroles : Hélène Rollès / Jean-François Porry
- Musiques : Hélène Rollès / Jean-François Porry / Gérard Salesses